# چاک لیدل
 چاک لیدل (انگلیسی: Chuck Liddell؛ زادهٔ ۱۷ دسامبر ۱۹۶۹) یک ورزشکار اهل ایالات متحده آمریکا است. وی بین سال‌های ۱۹۹۸ تا ۲۰۱۰ میلادی فعالیت می‌کرد.
او در فیلم مبارز در قفس بازی کرده است.